# De Dion-Bouton 18 CV

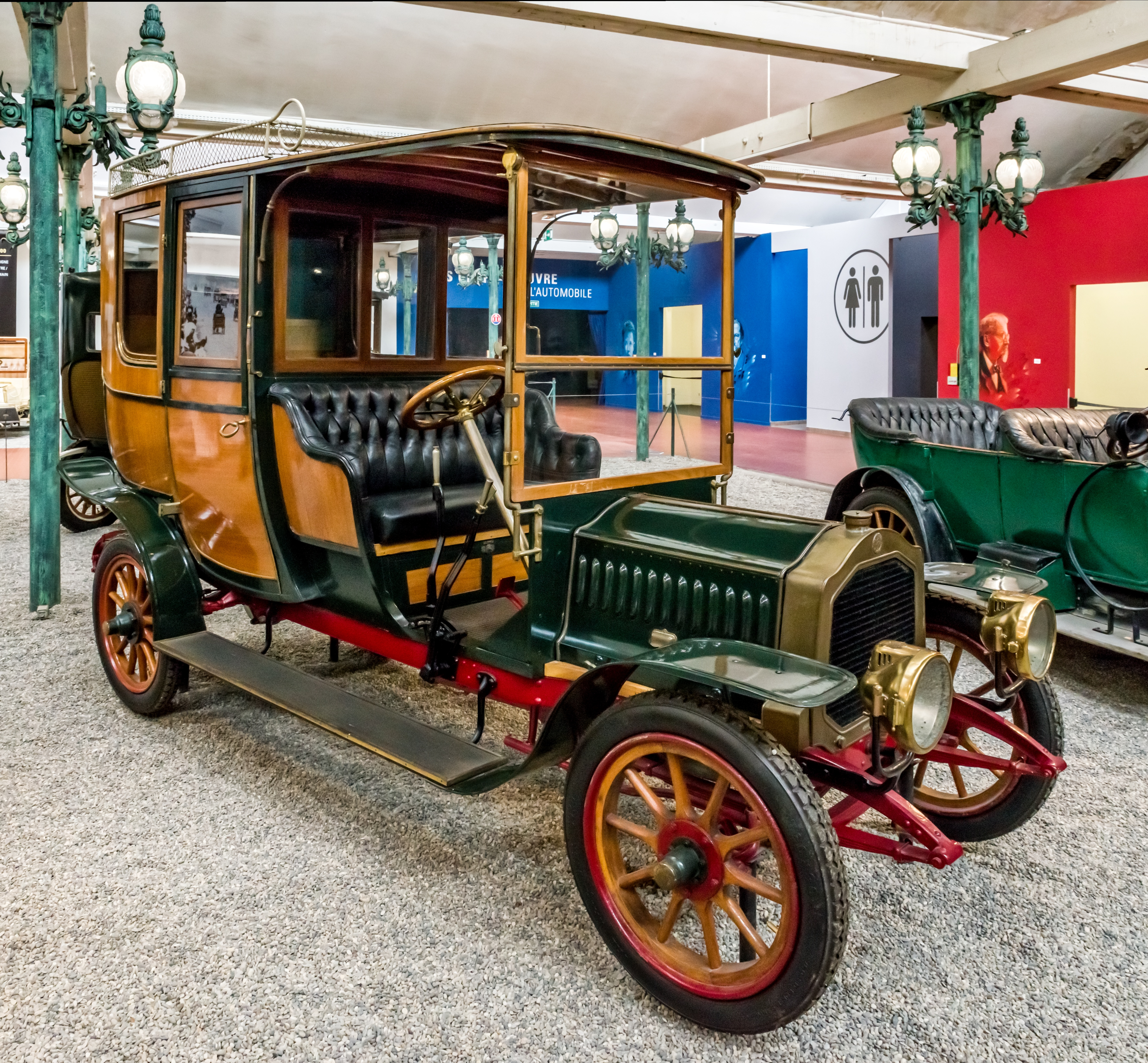
De Dion-Bouton Type BS

Der De Dion-Bouton 18 CV CV war eine Pkw-Modellreihe des französischen Automobilherstellers De Dion-Bouton aus der Zeit vor dem Zweiten Weltkrieg. Dabei stand das CV für die Steuer-PS. Zu dieser Modellreihe gehörten:
- De Dion-Bouton Type BI (1908)
- De Dion-Bouton Type BS (1908–1909)
- De Dion-Bouton Type CG 2 (1910)
- De Dion-Bouton Type CH (1910)
- De Dion-Bouton Type CT (1911)
- De Dion-Bouton Type DJ (1911–1912)
- De Dion-Bouton Type DK (1912)
- De Dion-Bouton Type EN (1913–1914)
- De Dion-Bouton Type EO (1913–1914)
- De Dion-Bouton Type EU (1913–1914)
- De Dion-Bouton Type FE (1914–1915)
- De Dion-Bouton Type FK (1914–1915)
- De Dion-Bouton Type FU (1914–1915)
- De Dion-Bouton Type HG (1919–1921)
- De Dion-Bouton Type IF (1921–1922)
- De Dion-Bouton Type IR (1923)